# Illatila gurbyris
Illatila gurbyris är en fjärilsart som beskrevs av Dyar 1914. Illatila gurbyris ingår i släktet Illatila och familjen mott. Inga underarter finns listade i Catalogue of Life.